# 土浦市立土浦第五中学校
土浦市立土浦第五中学校（つちうらしりつ つちうらだいごちゅうがっこう）は、茨城県土浦市手野町にある公立中学校。略称は「土浦五中」「五中」。

## 沿革
（この部分の出典）
- 1947年（昭和22年）5月3日 - 現在の土浦市神立町に新治郡上大津村立上大津中学校として開校。
- 1949年（昭和24年）9月7日 - 手野町に本校舎が竣工。落成式が挙行される。（創立記念日）
- 1950年（昭和25年）1月 - 生徒会が発足。
- 1953年（昭和28年）3月14日 - 校旗を制定。
- 1954年（昭和29年）11月1日 - 上大津村が土浦市に合併したため、土浦市立土浦第五中学校に改称。
- 1957年（昭和32年）10月16日 - 創立10周年記念式典が開催され、校歌が発表される。
- 1967年（昭和42年）1月18日 - 体育館が竣工。
- 1978年（昭和53年）11月21日 - 新校舎が竣工。
- 1991年（平成3年）3月1日 - 武道館が竣工。
- 2005年（平成17年）2月28日 - 新体育館が竣工。
- 2006年（平成18年）2月20日 - 新技術棟が竣工。
- 2012年（平成24年）3月30日 - 新図書館棟が竣工。

## 校訓
「自主・協同・奉仕」

## 校歌
長南俊雄作詞、岩井清志作曲。

## 部活動

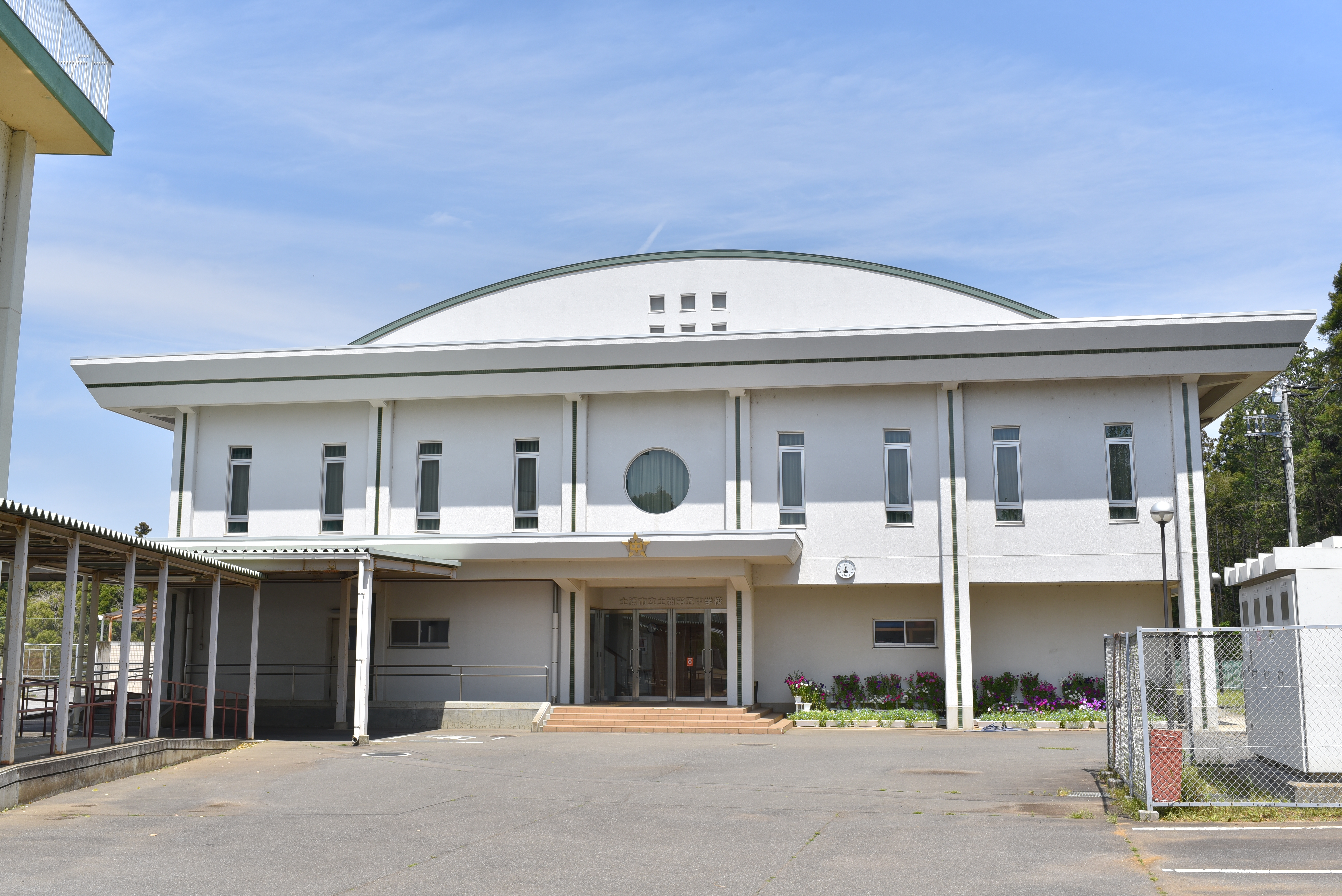
土浦市立第五中学校の体育館

- 軟式野球部
- サッカー部
- 陸上競技部
- 男女ソフトテニス部
- 男女バスケットボール部
- 男女バレーボール部
- 男女卓球部
- 剣道部
- 柔道部
- 吹奏楽部
- 美術部
- 科学部

## 進学前小学校
- 土浦市立上大津東小学校
- 土浦市立上大津西小学校(廃校)
- 土浦市立菅谷小学校
- 土浦市立神立小学校

## 周辺の主な施設
- 土浦市上大津地区公民館
- 土浦協同病院
- JR東日本 常磐線神立駅